# Філліп Рі
Філліп Рі (англ. Phillip Rhee, кор. 필립 리; нар. 7 вересня 1960, Лос-Анджелес, Каліфорнія, США) — американський актор, режисер, продюсер, сценарист і майстер бойових мистецтв корейського походження. Найбільш відомий завдяки серії бойовиків «Найкращий з найкращих» (*Best of the Best*), у яких він виступав як головний актор, продюсер і сценарист.

## Біографія
Народився у Лос-Анджелесі в родині іммігрантів із Південної Кореї. Дитинство провів у Сеулі, де почав займатися бойовими мистецтвами. У підлітковому віці повернувся до США. Володіє кількома східними єдиноборствами, зокрема тхеквондо, хапкідо, він-чунь, карате та бокс.

## Кар’єра
Свою акторську кар'єру Рі розпочав у 1980-х роках. У 1989 році вийшов фільм Найкращий з найкращих, який здобув комерційний успіх. У наступних частинах серії він виступав не лише як актор, але й як сценарист, продюсер і режисер.

## Фільмографія (вибіркова)
- Кентукська кіносолянка (1977)
- Furious (1984)
- Hell Squad (1985)
- Територія ніндзя (1985)
- Найкращі з найкращих (1989)
- Найкращі з найкращих 2 (1993)
- Найкращі з найкращих 3 (1995)
- Найкращі з найкращих 4 (1998)
- Underdog Kids (2015)

## Особисте життя
Одружений, має дітей. Його брат — Саймон Рі, також актор і майстер бойових мистецтв.

## Стиль бойових мистецтв
- Тхеквондо — чорний пояс, 6-й дан
- Хапкідо
- Він-чун
- Карате
- Бокс

## Визнання
Філліпа Рі вважають одним з популяризаторів бойових мистецтв у кінематографі 1990-х років. Його фільми залишаються культовими серед фанатів жанру.